# Världscupen i nordisk kombination 1989/1990
Världscupen i nordisk kombination 1989/1990 hölls 14 december 1989-16 mars 1990 och vanns av Klaus Sulzenbacher, Österrike före Allar Levandi, Sovjetunionen och Knut Tore Apeland, Norge.

## Tävlingskalender
| Deltävling | Datum            | Plats         | Tävlingstyp                 | 1.                  | 2.                  | 3.                  |
| ---------- | ---------------- | ------------- | --------------------------- | ------------------- | ------------------- | ------------------- |
| 1.         | 14 december 1989 | Sankt Moritz  | Gundersen K90/15 kilometer  | Hippolyt Kempf      | Allar Levandi       | Trond-Arne Bredesen |
| 2.         | 6 januari 1990   | Reit im Winkl | Gundersen K90/15 kilometer  | Klaus Sulzenbacher  | Allar Levandi       | Trond Einar Elden   |
| 3.         | 14 januari 1990  | Saalfelden    | Gundersen K90/15 kilometer  | Klaus Sulzenbacher  | Fabrice Guy         | Allar Levandi       |
| 4.         | 19 januari 1990  | Murau         | Gundersen K90/15 kilometer  | Klaus Sulzenbacher  | Fred Børre Lundberg | Fabrice Guy         |
| 5.         | 10 februari 1990 | Leningrad     | Gundersen K90/15 kilometer  | Fred Børre Lundberg | Knut Tore Apeland   | Allar Levandi       |
| 6.         | 17 februari 1990 | Štrbské Pleso | Gundersen K90/15 kilometer  | Klaus Sulzenbacher  | Allar Levandi       | Knut Tore Apeland   |
| 7.         | 2 mars 1990      | Lahtis        | Gundersen K90/20 kilometer  | Knut Tore Apeland   | Allar Levandi       | Klaus Sulzenbacher  |
| 8.         | 9 mars 1990      | Örnsköldsvik  | Gundersen K90/15 kilometer  | Klaus Sulzenbacher  | Fred Børre Lundberg | Allar Levandi       |
| 9.         | 16 mars 1990     | Oslo          | Gundersen K115/15 kilometer | Andriej Dundukow    | Thomas Abratis      | Trond Einar Elden   |

## Slutställning
| Placering | Tävlande            | Poäng |
| 1.        | Klaus Sulzenbacher  | 164   |
| 2.        | Allar Levandi       | 135   |
| 3.        | Knut Tore Apeland   | 99    |
| 4.        | Fred Børre Lundberg | 94    |
| 5.        | Thomas Abratis      | 84    |
| 6.        | Fabrice Guy         | 81    |
| 7.        | Trond Einar Elden   | 78    |
| 8.        | Andriej Dundukow    | 53    |
| 9.        | Günter Csar         | 49    |
| 10.       | Hippolyt Kempf      | 44    |
| 10.       | Wasilij Sawin       | 44    |
| . . .     |                     |       |
| 32.       | Stanisław Ustupski  | 2     |

| Placering | Tävlande        | Poäng |
| 1.        | Norge           | 379   |
| 2.        | Österrike       | 305   |
| 3.        | Sovjetunionen   | 149   |
| 4.        | Östtyskland     | 129   |
| 5.        | Frankrike       | 116   |
| 6.        | Schweiz         | 87    |
| 7.        | Västtyskland    | 80    |
| 8.        | Tjeckoslovakien | 41    |
| 9.        | Finland         | 35    |
| 10.       | Japan           | 20    |
| 11.       | Polen           | 8     |